# Whole Lotta Engberg
Whole Lotta Engberg är ett medley av hårdrocksgruppen Black-Ingvars, släppt på singel 1995. Melodierna "Genom vatten och eld", "Världens bästa servitris", "100%" och "Fyra Bugg & en Coca Cola", vilka vanligtvis förknippas med dansbandssångerskan Lotta Engberg, tolkas med hårdrocksarrangemang hämtade från bland annat låten Rock and Roll av Led Zeppelin. B-sidan (om än i CD-skivans tidevarv) var en cover på "Ljus och värme" ("Lys og varme").
Namnet "Whole Lotta Engberg" är en ordlek i flera led. Dels med Led Zeppelins låt "Whole Lotta Love", dessutom med AC/DC:s låt "Whole lotta Rosie", som dessutom fått låna ut sitt introriff. Ytterligare en nivå på ordvitsen är att det är ett medley med flera av Lotta Engbergs låtar, alltså "a whole lotta Engberg", "En massa (Lotta) Engberg.
Singeln placerade sig som bäst på 29:e plats på den svenska singellistan.

## Låtlista
1. Whole Lotta Engberg
  1. Genom vatten och eld
  2. Världens bästa servitris
  3. 100%
  4. Fyra Bugg & en Coca Cola
2. Ljus och värme (Lys og varme)

## Listplaceringar
| Lista (1995) | Topplacering |
| ------------ | ------------ |
| Sverige      | 29           |